# Ȣ
Cette page contient des caractères spéciaux ou non latins. S’ils s’affichent mal (▯, ?, etc.), consultez la page d’aide Unicode.
Ne doit pas être confondu avec le digramme grec Ου, ni avec la lettre cyrillique ouk Ꙋ.
Ou (capitale Ȣ, minuscule ȣ ou ᴕ) est un graphème de l’alphabet latin qui est ou a été utilisée dans l’écriture de certaines langues algonquines, et qui est utilisée dans plusieurs transcriptions phonétiques dont l’alphabet phonétique ouralien, la transcription Dania ou l’alphabet dialectal suédois. Cette lettre était à l’origine une ligature facultative du digramme « ου » (omicron suivi d’upsilon) dans l’alphabet grec. Elle est ainsi similaire à la lettre cyrillique archaïque ouk (ꙋ). Sa forme exclusivement courte, ᴕ, est appelée « petite capitale ou » dans Unicode.
L’usage de cette lettre est obsolète en wendat. Elle fut employée dans les années 1820 et 1830 dans l’alphabet slovène de Peter Dajnko, et de 1830 à 1860 dans l'alphabet roumain dit de transition.
À cause de sa ressemblance avec le chiffre 8, celui-ci a été ou est encore souvent utilisé à sa place.

## Utilisation
Au XVIe siècle, dans certains ouvrages en français, le Ȣ est utilisé dans l’orthographe phonétique de Jean-Antoine de Baïf dans certains de ses ouvrages autographiés, comme forme alternative ou remplacement du ɤ de l’orthographe de Pierre de La Ramée.
Le Ȣ est utilisé comme lettre dans l’alphabet albanais utilisé par certains auteurs du XVIIe et XIXe siècles, par exemple dans le dictionnaire latin-albanais de Frang Bardhi publié en 1635 ou dans le lexique latin-albanais de Francesco Rossi publié en 1866.
John Wilkins utilise l’ou comme symbole et lettre de l’alphabet dans An Essay Towards a Real Character, and a Philosophical Language (en) publié en 1668.
À la fin du XVIIe et début du XVIIIe siècle, le missionnaire Sébastien Rasles utilise la lettre Ȣ dans son orthographe de l’abénaqui.
Pierre-Philippe Potier a utilisé le Ȣ dans son alphabet latin wendat-huron dans le manuscrit Elementa grammaticae huronicae de 1744.

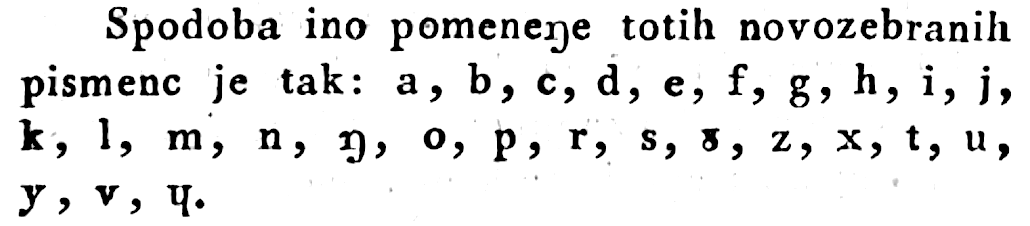
L’alphabet slovène de Dajnko.

Dans les années 1820 jusqu’en 1833, Peter Dajnko a utilisé la lettre ȣ dans son alphabet slovène pour représenter une consonne fricative palato-alvéolaire sourde [ʃ], aujourd’hui écrite avec s caron ‹ š ›.

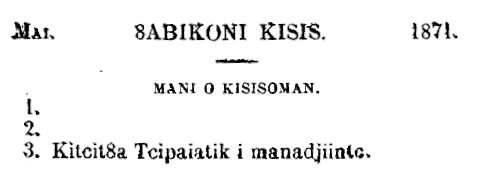
Extrait d’un calendrier en algonquin de mai 1871 portant comme titre « ȣabikoni kisis ».
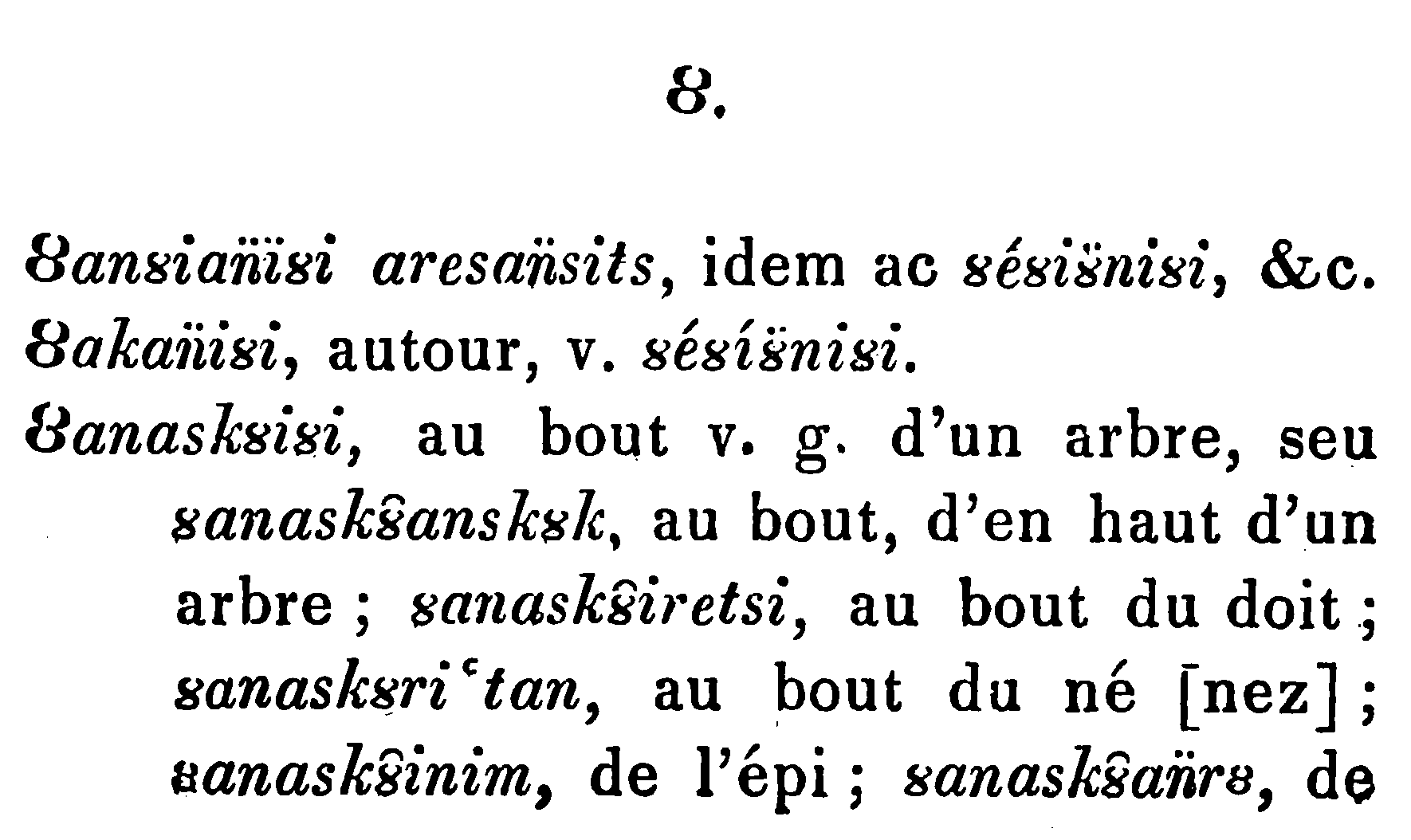
Ȣ et ȣ dans le dictionnaire abénaqui de Sébastien Racle de 1833.

Au XIXe siècle sur la côte est des États-Unis et dans l’est du Canada, des missionnaires jésuites utilisent la forme de la ligature grecque pour enrichir l’alphabet latin.
Le lettre Ȣ était utilisée pour écrire le wendat ou les langues algonquiennes abénaqui occidentales pour transcrire le son /ɔ̃/ et en algonquin pour transcrire le son /ɯ/.
La ligature n'est plus utilisée pour transcrire le wendat (désormais éteint).
En abénaqui, elle est remplacée par ô et en algonquin par w.

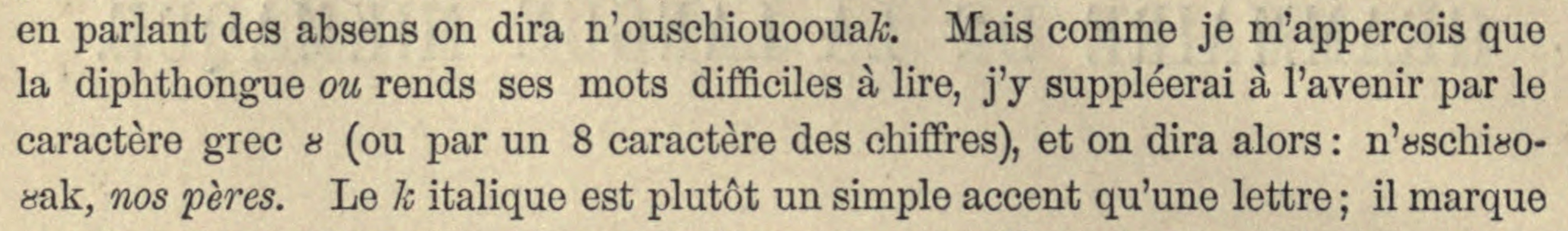
Description de l’usage de ȣ en micmac par Maillard en 1864.

Le ȣ a aussi été utilisé en micmac, dans une grammaire publiée par Antoine Simon Maillard en 1864.

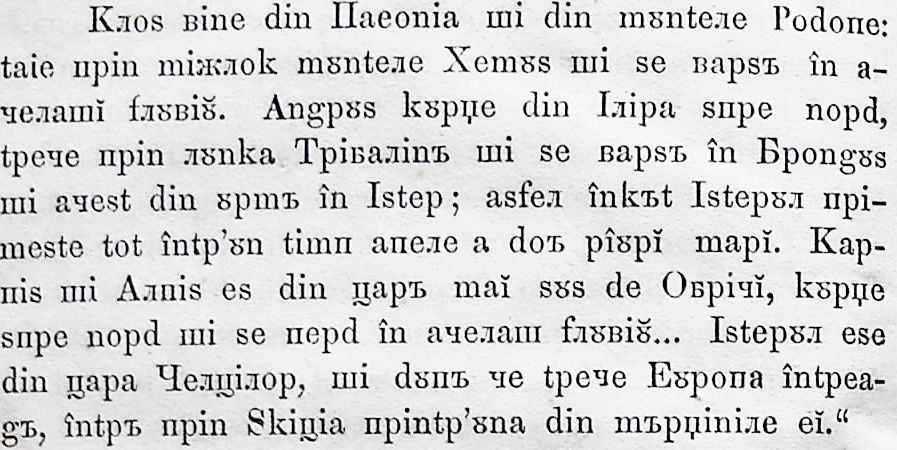
Fragment de Dimitrie Bolintineanu, Călătorii pe Dunăre și în Bulgaria (Voyages sur le Danube et en Bulgarie), 1858, écrit en alphabet de transition.

La lettre ouk ‹ ꙋ › a été utilisé dans l’alphabet cyrillique roumain  jusqu’au XIXe siècle et celle-ci ou la lettre ou ‹ ȣ › a été utilisée dans l’alphabet de transition roumain, composé de lettres de l’alphabet cyrillique et l’alphabet latin, utilisé au XIXe siècle.
Henry Stanhope Freeman utilise la lettre Ȣ en tamahaq dans une grammaire publiée en 1862.

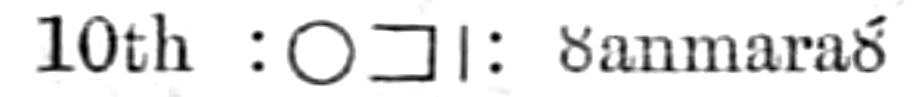
« 10th ⵓⵏⵎⵔⵓ Ȣanmaraȣ́ » dans la grammaire tamahaq de Freeman de 1862.

Dans l’alphabet phonétique ouralien utilisé par Setälä, ‹ ᴕ › représente collectivement une voyelle postérieure.
Dans l’alphabet dialectal suédois, ‹ ᴕ › représente une voyelle pré-ouverte antérieure arrondie [œ̞].

## Représentation informatique
La lettre Ȣ possède les représentations Unicode (Latin étendu B, Extensions phonétiques) suivantes :
| formes    | représentations | chaînes de caractères | points de code | descriptions                               |
| --------- | --------------- | --------------------- | -------------- | ------------------------------------------ |
| capitale  | Ȣ               | Ȣ                     | U+0222         | lettre majuscule latine ou                 |
| minuscule | ȣ               | ȣ                     | U+0223         | lettre minuscule latine ou                 |
| minuscule | ᴕ               | ᴕ                     | U+1D15         | lettre minuscule latine petite capitale ou |
| exposant  | ᴽ               | ᴽ                     | U+1D3D         | lettre modificative majuscule ou           |

### Albanais
- [Bardhi 1635] (la + sq) Franciscum Blanchum, Dictionarium Latino-epiroticum: una cum nonnullis usitatioribus loquendi formulis, Rome, Typis Sacrae Congregatio de Propaganda Fide, 1635 (lire en ligne)
- (la + sq) Pjetër Bogdani, Cuneus prophetarum de Christo salvatore mundi, 1685 (lire en ligne)
- (la + sq) Pjetër Bogdani, De vita Iesu Christi salvatoris mundi, 1685 (lire en ligne)
- (it + sq) Zefit Guagliata, Dottrina cristiana breve del Card. Bellarminus – Dottrina e kerscten cardinàλit bellarmino,‎ 1856 (lire en ligne)
- (it) Francesco Maria da Lecce, Osservazioni grammaticali nella lingua albanese, 1716 (lire en ligne)
- (sq) Gjon Nikollë Kazazi, Breve compendio della dottrina cristiana, 1743 (lire en ligne)
- [Rossi 1866b] (it) Francesco Rossi da Montalto, Vocabolario italiano-epirotico, Roma, Stamperia della S.C. di Propaganda Fide, 1866 (lire en ligne)
- (en) John Wilkins, An Essay Towards a Real Character, and a Philosophical Language, 1668 (lire en ligne)

### Français
- Jean-Antoine de Baïf, Œuvres de Jean-Antoine de Baïf : Versions du Psautier et Chansonnettes, c. 1570 (lire en ligne)
- Jean-Antoine de Baïf et G. C. Bird, Chansonnettes, University of British Columbia, 1964 (iarchive:chansonnettes0001baif)

### Langues des Amériques
- Alexandre Asanovic et Sladjana Stankovic, « Histoire d’un caractère : Les tribulations d’un digraphe byzantin retrouvé en pays huron », sur Bibliothèque universitaire des langues et civilisations (BULAC), 2010
- (en) Michael Everson, Additional Latin characters for the UCS (no N1741), 25 mai 1998 (lire en ligne)
- (en) Henry Stanhope Freeman, A Grammatical Sketch Of The Temahuq Language, Harrison, 1862 (iarchive:AGrammaticalSketchOfTheTemahuqLanguage)
- (en) Arthur Edward Jones, “Ȣendake Ehen”: or, Old Huronia, Toronto, L.K. Cameron, coll. « Reports of the Bureau of Archives for the Province of Ontario » (no 5), 1908 (lire en ligne)
- Antoine Simon Maillard et Joseph M. Bellenger, Grammaire de la langue mikmaque [Grammar of the Mikmaque language of Nova Scotia], New York, Cramoisy Press, 1864 (lire en ligne)
- (la) Pierre-Philippe Potier, Elementa grammaticae huronicae, 1744 (lire en ligne)
- (en) Pierre-Philippe Potier, Huron manuscripts, Toronto, Clarkson W. James, coll. « Reports of the Bureau of Archives for the Province of Ontario » (no 15), 1918-1919 (lire en ligne)
- (en) Michael Charles O’Brien, Grammatical sketch of the ancient Abnaki outlined in the dictionary of Fr. Sebastian Râle, S. J, vol. 1 : The Abnaki noun, 1887 (lire en ligne)
- Sébastien Rasles, Dictionary of the Abnaki language [Dictionnaire de la langue abnaki] (manuscrit), 1691-1724 (lire en ligne)
- (en) Sébastien Rasles, A dictionary of the Abnaki language, Cambridge, Charles Folsom, 1833 (lire en ligne)

### Alphabet dialectal suédois
- (sv) Manne Eriksson, Svensk ljudskrift 1878–1960 : En översikt över det svenska landsmålsalfabetets utveckling och användning huvudsakligen i tidskriften Svenska Landsmål, Stockholm, P. A. Norstedt & Söner, 1961 (lire en ligne)

### Alphabet phonétique ouralien
- (en) Finlande, Irlande, Norvège ISO/IEC JTC1/SC2/WG2, Uralic Phonetic Alphabet characters for the UCS (no N2419, L2/02-141), 20 mars 2002 (lire en ligne)
- (de) Rédei Karoly et al., Uralisches etymologisches Wörterbuch 1-2, Wiesbaden, Otto Harrassowitz, 1988
- (de) Eemil Nestor Setälä, « Über die Transskription der finnisch-ugrischen Sprachen », Finnisch-ugrische Forschungen, vol. 1,‎ 1901, p. 15-52 (lire en ligne)